# إليزابيث بانغ
إليزابيث بانغ (بالنرويجية البوكمول: Elisabeth Bang)‏ هي ممثلة نرويجية، ولدت في 26 سبتمبر 1922، وتوفيت في 28 سبتمبر 2009.

## وصلات خارجية
- إليزابيث بانغ على موقع IMDb (الإنجليزية)
- إليزابيث بانغ على موقع قاعدة بيانات الفيلم (الإنجليزية)